# Прадер, Луи Бартелеми
Луи Бартелеми Прадер (фр. Louis-Barthélémy Pradher или Pradère; 16 декабря 1782, Париж, — 19 октября 1843, Гре, департамент Верхняя Сона) — французский пианист, композитор и музыкальный педагог.

## Биография
В 1800 году окончил Парижскую консерваторию и женился на дочери композитора Франсуа-Андре Филидора. 
С 1802 года преподавал фортепиано в Парижской консерватории; среди его учеников, в частности, были Франсуа Жозеф Фети, Анри Герц, Анри Розеллен. Позднее был придворным учителем фортепиано при Карле X.
Овдовев в 1825 году, он женился вторично на Фелисите Мор (Félicité More) известной в своё время актрисе «Опера-Комик». В начале 1830-х годов Прадер с женой оставили Париж и уехали концертировать за границу. Позже они обосновались в Тулузе, где Прадер участвовал в создании местной консерватории.
Автор ряда комических опер, большей частью написанных в соавторстве: «Мошенник» (фр. Le Chevalier d'industrie; 1804, совместно с Гюставом Дюгазоном), «Юноша и старик» (фр. Jeune et vieille; 1811, совместно с Анри Бертоном), «Философ в дороге» (фр. Le Philosophe en voyage; 1821, совместно с Ш. Ф. Крёбе) и др.